# 蔡款
蔡款（?—?），字文德，彭城（今江苏省徐州市）人，三国孙吴大臣。

## 生平
张昭的儿子张承能甄识人物，曾提拔年少的蔡款和南阳人谢景。后来蔡款和谢景都被孫吳朝廷所用。蔡款历位内外，以清贞之名显于当世。会稽王孙亮太平二年（257年）以卫尉领中书令，封留侯。

## 子
- 蔡条，吴末帝孙皓天纪二年（278年）官至尚书令、太子少傅。
- 蔡机，官至临川郡太守。